# José María Martín Patino

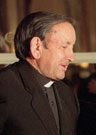

José María Martín Patino SJ (* 30. März 1925 in Lumbrales, Salamanca; † 29. März 2015 in Madrid) war ein spanischer Geistlicher.

## Leben
Die Eltern von José María Martín Patino waren rechtsgerichtet und katholisch. Seine Schwester war wie er religiös und sein Bruder war der Filmregisseur Basilio Martín Patino (1930–2017).
Er studierte Philosophie an der Päpstlichen Universität Comillas und der Universität Salamanca. Theologie studierte er an der Philosophisch-Theologischen Hochschule Sankt Georgen in Frankfurt am Main. Es folge die Promotion an der Päpstlichen Universität Gregoriana in Rom.
Er wurde 1957 zum Priester geweiht und trat 1960 der Gesellschaft Jesu bei. Während der Transition in Spanien war er Sekretär von Kardinal Vicente Enrique y Tarancón, Erzbischof von Madrid. Er war außerdem Direktor des Nationalen Liturgiesekretariats, Konsultor der Sagrada Congregación para el Culto Divino und zweiweise Generalvikar der Erzdiözese Madrid-Alcalá. Er war Professor an der Universität Comillas und Direktor der Zeitschrift Sal Terrae.
Am 16. März 1978 traute er die 18. Herzogin von Alsduquesa de Alba, Cayetana Fitz-James Stuart, und Jesús Aguirre.
1985 gründete er die Fundación Encuentro, eine private Stiftung, die Probleme der spanischen Gesellschaft aus verschiedenen Blickwinkeln zu untersuchen und den Dialog zu ihrer Lösung zu fördern. Seit 1993 veröffentlicht sie in Zusammenarbeit mit renommierten Spezialisten einen Jahresbericht.
1997 erhielt er das Creu de Sant Jordi und 2000 den Premi Blanquerna.
Er war Autor mehrerer Bücher La Iglesia en la sociedad española (Die Kirche in der spanischen Gesellschaft).